# Friedrich von Solemacher-Antweiler
Friedrich Matthias Maria Freiherr von Solemacher-Antweiler (* 9. September 1832 in Trier; † 6. Oktober 1906 in Bonn) war ein deutscher Rittergutsbesitzer und Politiker.

## Leben
Von Solemacher-Antweiler stammt aus dem Adelsgeschlecht derer von Solemacher. Am 18. Oktober 1861 wurde sein Vater Anton Franz Hermann Freiherr von Solemacher-Antweiler (* 1802) in den erblichen preußischen Freiherrenstand erhoben. Die Mutter war Luise Wilhelmine (* 4. April 1812 in Trier), die Tochter des preußischen Regierungsrates und Ritterschaftsdeputierten Johann Friedrich von Handel. Er ist ein Neffe von Kaspar von Solemacher
Von Solemacher-Antweiler heiratete am 29. April 1857 auf Schloss Lesdain im belgischen Hennegau Blanche Marie Rose Théodore Ghislaine (* 27. Januar 1837 auf Schloss Rongy), die Tochter des Alphonse Charles Amour Baudry Ghislain Marquis de Roisin de Rongy, Baron de Celles und dessen Ehefrau Pulchérie Joséphine Maximilienne Ghislaine. Aus der Ehe gingen drei Kinder hervor:
- Johann Arnold Anton Maximilian Joseph Maria (* 12. Dezember 1859; † 1942)
- Maria Adolfina Kasparina (* 20. Januar 1861)
- Johann Friedrich Alfred Ludwig Lambert Josef Maria (24. Mai 1862)

Von Solemacher-Antweiler war Besitzer des Ritterguts Grünhaus bei Trier, Devotionsritter des Malteser-Ordens und preußischer Leutnant a. D.
Er war 1861 bis 1868 stellvertretendes Mitglied und 1871 bis 1888 Mitglied im Provinziallandtag der Rheinprovinz für den 2. Stand im Wahlkreis Regierungsbezirk Koblenz, Köln, Trier. Er vertrat konservative Positionen. 1875/86 bis 1906 war er Mitglied des preußischen Herrenhauses, berufen auf Präsentation für den Landschaftsbezirk Ober-Berg und Ober-Jülich.